# Jang Beom-june
Jang Beom-june (장범준?, Jang Beom-junLR, Chang PŏmchunMR; Gwangju, 16 maggio 1989) è un cantautore, personaggio televisivo e attore sudcoreano.

## Biografia
Nel 2011 partecipa come voce del trio indie rock Busker Busker alla terza edizione del talent show Superstar K, arrivando secondi e raggiungendo la notorietà. Il gruppo pubblica due album prima di sciogliersi nel 2013, dopodiché Jang intraprende la carriera solista. Nel 2014 esce il suo primo album, che promuove con una serie di otto concerti settimanali dal 27 settembre al 19 ottobre alla Yes24 Muv Hall di Hongdae, ed entra in quarta posizione nella Circle Chart. Il suo secondo album viene pubblicato nel 2016 con uguale successo. Dopo aver terminato la leva militare obbligatoria nel 2018, l'anno successivo esce il suo terzo album. Jang registra inoltre un brano per la colonna sonora del drama Melloga chejil, Your Shampoo Scent in the Flowers, che arriva in vetta alla classifica sudcoreana. L'11 giugno 2021 pubblica Jang Beom-june Single.

## Vita privata
Nel 2014, Jang sposa l'attrice Song Ji-soo. La coppia ha due figli, Jang Jo-ah e Jang Ha-da, apparsi insieme al padre nel reality-varietà Superman-i dor-a-watda.

## Discografia

### Album in studio
- 2014 – Jang Beom-june 1st Album
- 2016 – Jang Beom-june 2nd Album
- 2019 – Jang Beom-june 3rd Album

### Singoli
- 2016 – Spend Christmas With Me
- 2020 – Can't Sleep
- 2021 – Jang Beom-june Single

### Brani di colonne sonore
- 2016 – Reminisce (per Signal)
- 2019 – Reaching Hand (per Geomsaeg-eoreul imnyeokhase-yo: WWW)
- 2019 – Your Shampoo Scent in the Flowers (per Melloga chejil)

## Filmografia

### Cinema
- Dasi, beotkkot (다시, 벚꽃?), regia di Yoo Hae-jin (2017)

### Televisione
- Superstar K – programma TV, 14 puntate (2011)
- Superman-i dor-a-watda – programma TV, 11 puntate (2019)
- Nolmyeon mwohani? – programma TV, 3 puntate (2019)

## Riconoscimenti
- Circle Chart Music Award
  - 2017 – Canzone dell'anno (marzo) per Fallen in Love (Only with You)[16]
  - 2021 – Candidatura Mubeat Global Choice Award – uomini[17]
- Melon Music Award
  - 2019 – Top 10 artisti[18]
- Mnet Asian Music Award
  - 2016 – Candidatura Miglior colonna sonora per Reminisce[19]
  - 2016 – Candidatura Miglior esibizione vocale (solista uomo) per Fallen in Love (Only with You)[20][21]
  - 2019 – Candidatura Miglior colonna sonora per Your Shampoo Scent in the Flowers[22]
  - 2019 – Candidatura Miglior esibizione vocale (solista uomo) per Karaoke[22]